# Stefania Chodkowska

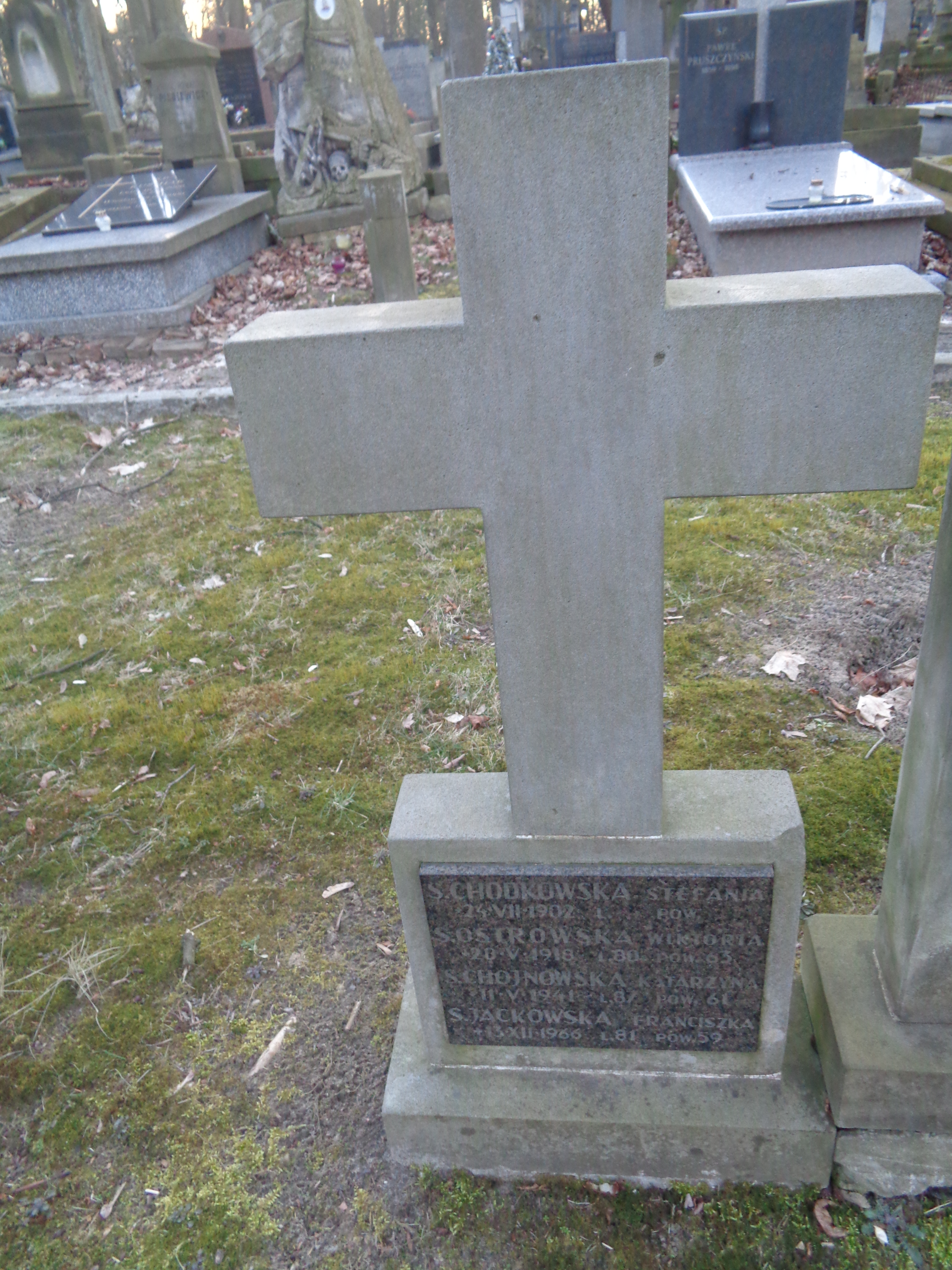
Nagrobek Stefanii Chodkowskiej na cmentarzu Powązkowskim

Stefania Chodkowska (ur. 4 sierpnia 1897 w Warszawie, zm. 16 września 1969 tamże) – polska lekarka.

## Życiorys
Urodziła się w rodzinie Bonifacego (1874–1938) i Ludwiki (1874–1948) Dütz. Ukończyła gimnazjum Zofii Kurmanowej. Studiowała na Wydziale Lekarskim Uniwersytetu Warszawskiego, gdzie w 1931 otrzymała stopień doktora wszech nauk lekarskich. Starszy asystent Zakładu Anatomii Patologicznej Uniwersytetu Warszawskiego. Przez 6 lat (1933–1939) w zespole prof. Ludwika Paszkiewicza na Uniwersytecie Warszawskim opublikowała 71 prac, w tym 36 własnych. 
Podczas oblężenia Warszawy w 1939 pracowała w zespole chirurgicznym Szpitala Wolskiego. W okresie okupacji niemieckiej wykładała na tajnych kompletach uniwersyteckich. W czasie powstania warszawskiego była lekarką w szpitaliku polowym. Po upadku powstanie opuściła Warszawę z ludnością cywilną.
Po wojnie była kierownikiem Oddziału Patologii Instytutu Gruźliczego Szpitala Wolskiego, Zakładu Anatomii Patologicznej Instytutu Gruźlicy w Warszawie, Szpitala w Tworkach. Profesor Akademii Medycznej. 13 stycznia 1955 została odznaczona Medalem 10-lecia Polski Ludowej. W 1967 przeszła na emeryturę.
Była żoną dra Karola Chodkowskiego (ur. 1899), lekarza, oficera Wojska Polskiego, zamordowanego w Katyniu. 
Zmarła w Warszawie, pochowana w grobie rodzinnym na cmentarzu Powązkowskim (kwatera IV-5-20,21).